# ルートヴィヒ・アンツェングルーバー

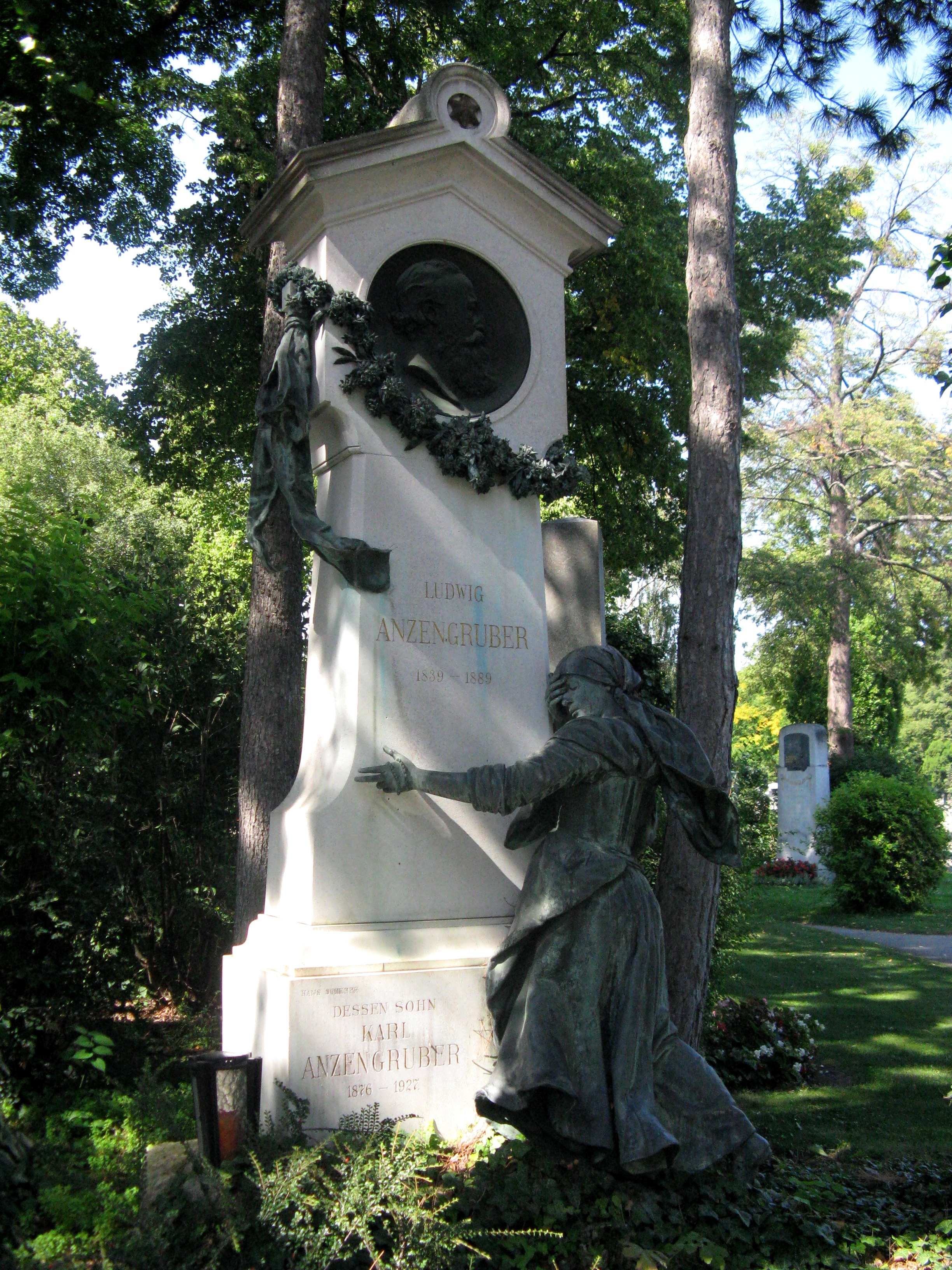
ウィーン中央墓地にあるアンツェングルーバーの墓

ルートヴィヒ・アンツェングルーバー（オーストリア語:Ludwig Anzengruber、1839年11月29日 - 1889年12月10日）は、オーストリア帝国ウィーン出身の劇作家、小説家。
1870年に教会を批判した戯曲『キルヒフェルトの牧師』（Der Pfarrer von Kirchfeld）を発表し、劇作家として大成功を収め「ウィーン民衆劇の最後の劇作家」と呼ばれた。

## 生涯
1839年11月29日、父ヨハン・アンツェングルーバーの元に生まれる。父のヨハンは『ベルトルト・シュヴァルツ』という作品で成功を収めた作家だったがルートヴィヒ・アンツェングルーバーが5歳の時に亡くなってしまう。アンツェングルーバーは父の後を次いでウィリアム・シェイクスピアやフリードリヒ・フォン・シラーなどの作品を読んで育ち、はじめ書店の店員として働いていたが腸チフスに罹患したため、俳優に転身した。
1869年には警察の書記を務める傍ら戯曲を書くようになり、翌年の1870年に教会を批判した『キルヒフェルトの牧師』を発表し、劇作家としての名声を博した。その後は劇作家に転向し、『偽善農夫（Der Meineidbauer）』や『第四戒（Das vierte Gebot）』など、資本主義を攻撃し、民衆や農民を題材とした優れた戯曲を著した。
1885年には戯曲『帰宅（Heimg'funden）』を発表し、1887年にフランツ・グリルパルツァー賞を受賞した。
1889年12月10日、炭疽菌に罹り、命を落とす。満50歳であった。ウィーン中央墓地に墓がある。

## 作品
アンツェングルーバーの作品は、ドイツの劇作家であるフリードリヒ・ヘッベルの写実主義要素を受け継いでおり、民衆や農民を題材にした戯曲が多く、自然主義的な作風が見られる。戯曲の面では登場人物に方言を加え、性格描写に定評があり、特に喜劇の諧謔が特徴的であった。小説の面では不当な信仰を風刺し、民衆のキリスト教化を目的とした作品を書いた。また郷土文学としての特徴があるが、今日ではアンツェングルーバーの作品が読まれることは少ない。

### 戯曲
- 1870年、『キルヒフェルトの牧師（Der Pfarrer von Kirchfeld）』 - 1870年11月5日にアン・デア・ウィーン劇場で初演
- 1871年、『偽善農夫（ドイツ語版）（Der Meineidbauer）』 - 訳し方によっては『偽誓農夫』とも。1871年12月9日にアン・デア・ウィーン劇場で初演
- 1872年、『de:Die Kreuzelschreiber』 - 1872年10月12日にアン・デア・ウィーン劇場で初演
- 1873年、『Elfriede』 - 1873年4月24日にカール劇場で初演
- 1873年、『Die Tochter des Wucherers』 - 1873年10月17日にアン・デア・ウィーン劇場で初演
- 1874年、『de:Der G’wissenswurm』 - 1874年9月19日にアン・デア・ウィーン劇場で初演。で閲覧可能（ドイツ語）。
- 1874年、『手と心（Hand und Herz）』 - 1874年12月31日にウィーン市立劇場（ドイツ語版）で初演
- 1876年、『Doppelselbstmord』 - 1876年2月1日にアン・デア・ウィーン劇場で初演
- 1877年、『Der Faustschlag』
- 1877年、『第四戒（ドイツ語版）（Das vierte Gebot）』
- 1877年、『Jungferngift』
- 1878年、『Die Trutzige』
- 1878年、『Alte Wiener』
- 1879年、『Aus'm gewohnten Gleis』
- 1880年、『Brave Leut' vom Grund』
- 1885年、『帰宅（Heimg'funden）』
- 1886年、『Stahl und Stein』
- 1887年、『Stahl und Stein』
- 1889年、『Der Fleck auf der Ehr』
- 1892年、『Brave Leut vom Grund』

### 小説
- 1877年、『Der Schandfleck』
- 1884年、『Dorf-Romane』
- 1885年、『シュテルシュタイン屋敷（Der Sternsteinhof）』